# Scea bryki
Scea bryki är en fjärilsart som beskrevs av Erich Martin Hering 1943. Scea bryki ingår i släktet Scea och familjen tandspinnare. Inga underarter finns listade.